# Насос 2
Насо́с 2 (лат. Antlia 2) — карликовая галактика с низкой поверхностной яркостью, спутник Млечного Пути. Находится в 430 ± 20 тыс. св. лет от Солнца в созвездии Насоса.
По размеру галактика Насос 2 схожа с Большим Магеллановым Облаком, хотя в десять тысяч раз более тусклая. На момент открытия поверхностная яркость галактики Насос 2 являлась самой низкой среди всех известных галактик, также она примерно в 100 раз более рассеянная, чем так называемые ультрадиффузные галактики. Была обнаружена в ноябре 2018 года при обработке данных, собранных космическим телескопом Gaia.
Радиус галактики (по изофоте половинной яркости) составляет rh = 2,92 ± 0,31 кпк, что соответствует угловому радиусу 1,27° ± 0,12° на небесной сфере.
Галактика удаляется от Солнца, её гелиоцентрическая лучевая скорость равна 290,7 ± 0,5 км/с. Дисперсия лучевых скоростей звёзд в Насосе 2 равна 5,7 ± 1,1 км/с. Масса, заключённая внутри rh, составляет 55 ± 22 млн M⊙. Масса внутри 1,8rh равна 137 ± 54 млн M⊙. При этом масса звёзд внутри rh равна лишь 0,88 ± 0,12 млн M⊙. Средняя поверхностная яркость галактики внутри rh равна 31,9 ± 0,3 звёздной величины с квадратной угловой секунды. Металличность звёзд Насоса 2 значительно ниже металличности Солнца: [Fe/H] = −1,36 ± 0,04 (иными словами, в этих звёздах на один атом водорода в среднем приходится в 101,36 ≈ 23 раза меньше атомов железа, чем в фотосфере Солнца), что говорит о большом возрасте звёзд.